# Eduard Fiedler
Eduard Fiedler (1. října 1890 Běsno – 12. června 1963 Stuttgart) byl německý politik. Původním povoláním byl pedagog, později se stal komunálním politikem a starostou v Chomutově. Po válce byl odsunut. Usadil se v Bádensku-Württembersku, kde se postupně stal poslancem zemského sněmu a ministrem pro odsunuté a válečné poškozence.

## Životopis
Eduard Fiedler se narodil v malé vesnici Běsno na Podbořansku. Pocházel z devíti sourozenců. Když bylo Fiedlerovi deset let, zemřel mu otec. V té době už rodina bydlela v blízkém Očihovci, kde Fiedler chodil do základní školy. Další tři roky měšťanské školy absolvoval v Podbořanech. V letech 1905–1909 vystudoval Učitelský ústav v Chomutově. Jeho prvními učitelskými místy byly Spořice, Březno u Chomutova a Zásada u Málkova. Během I. světové války se účastnil bojů na ruské a italské frontě.
Od začátku roku 1919 učil na školách v Chomutově. V roce 1921 byl zvolen předsedou okresní stavovské organizace učitelů. Roku 1923 byl jako kandidát Německé nacionální strany zvolen do chomutovského městského zastupitelstva. Zasedal zde až do roku 1933. V té době působil také v chomutovské Okresní školní radě, zprvu jako místopředseda, později jako předseda. Ve 30. letech vstoupil Fiedler do Sudetoněmecké strany a v červnu 1938 se stal chomutovským starostou. Ve funkci zůstal až do začátku května 1945. Fiedler byl nositelem Sudetské pamětní medaile. Byl členem NSDAP a v SA měl hodnost Obersturmführer.
Před 8. květnem 1945 Fiedler Chomutov opustil, kartotéka odsunutých jeho jméno neuvádí. Neznámo jak se dostal do americké okupační zóny v Německu. Usadil se ve městě Korntal-Münchingen v Bádensku-Württembersku. Opět učil a brzy se znovu začal angažovat v politice. Působil v politické straně Gesamtdeutscher Block/Bund der Heimatvertriebenen und Entrechteten, která zastávala zájmy odsunutých Němců. Za tuto stranu se v roce 1950 dostal do zemského parlamentu. Ve stejném roce se stal okresním předsedou této strany a později i zemským předsedou. V letech 1952–1960 byl ministrem zemské vlády pro otázky vyhnanců, uprchlíků a válečných poškozenců. Od roku 1962 se stal opět poslancem v zemském sněmu Bádenska-Württemberska, tentokrát za Svobodnou demokratickou stranu (FDP).